# Шепард, Крейг
Крейг Шепард (англ. Craig Shepherd; род. 3 марта 1966, Колорадо-Спрингс, Колорадо) — американский хоккеист, нападающий. Фигурист (пары). Тренер.

## Биография
Выступал в командах низших американских лиг «Джонстаун Чифс» (1990/91 — 1991/92), «Луисвилл Айсхокс», «Эри Пантерс», «Роанок-Вэлли Ребелс» (все — 1990/91), «Ноксвилл Черокис» (1991/92, все — ECHL), «Талса Ойлерз», «Даллас Фриз» (обе — 1992/93, CHL).
В сезоне 1994/95 перешёл в команду российской МХЛ «Динамо» Москва. Провёл два матча в декабре в МХЛ и два — в высшей лиге за «Динамо-2», после чего на профессиональном уровне не выступал.
Вернувшись в США, женился на олимпийской чемпионке по фигурному катанию Наталье Мишкутёнок, выступал с ней в паре в ледовых шоу и, по некоторым данным, — в соревнованиях. Прожили в браке девять лет.
В 2004—2005 годах работал в Словацкой ассоциации фигурного катания, тренировал пару Ольга Бестендигова — Йозеф Бестендиг.
В середине 2010-х годов возглавил женскую школьную команду из чемпионата Миннесоты. Работал тренером хоккеистов Мичиганского Университета.